# 豪溪站
豪溪站（日语：／ Gōkei eki */?）是位於岡山縣總社市宍粟，西日本旅客鐵道（JR西日本）的伯備線車站。車站編號為「JR-V08」。
此站最接近觀光勝地「豪溪」，距離此站以北約8公里。

## 歷史
- 1925年（大正14年）
  - 2月17日 - 伯備南線倉敷站至宍粟站之間開通，此終點站啟用。當時車站名為宍粟站（日语：／）。
  - 5月17日 - 伯備南線此站至美袋站開業。成為中途站。
- 1928年（昭和3年）10月25日 - 伯備南線成為伯備線一部分。
- 1935年（昭和10年）5月16日 - 車站改名為豪溪站。
- 1954年（昭和29年）3月31日 - 隨著總社市（第一次）成立，車站地址為岡山縣總社市宍粟。
- 1987年（昭和62年）4月1日 - 伴隨國鐵分割民營化，車站由西日本旅客鐵道（JR西日本）營運。
- 2005年（平成17年）3月22日 - 隨著總社市（第二次）成立，車站地址為岡山縣總社市宍粟。
- 2006年（平成18年）3月31日 - 在此日後，個人商店不再發售車票。
- 2007年（平成19年）
  - 6月30日 - 引入可接受ICOCA的自動閘機。
  - 9月1日 - 此站可以使用IC卡「ICOCA」。
- 2017年（平成29年）1月24日 - 在此站出發的普通列車，其列車出發時忘記徹走車輪檔，使發生出軌事故（日语：日本の鉄道事故_(2000年以降)#伯備線豪渓駅構内脱線事故）。[1]
- 2018年（平成30年）7月6日～7月13日 - 由於發生2018年7月西日本豪雨，此站暫停營運。在14日至7月31日之間以此站折返至岡山站方向。

## 車站構造

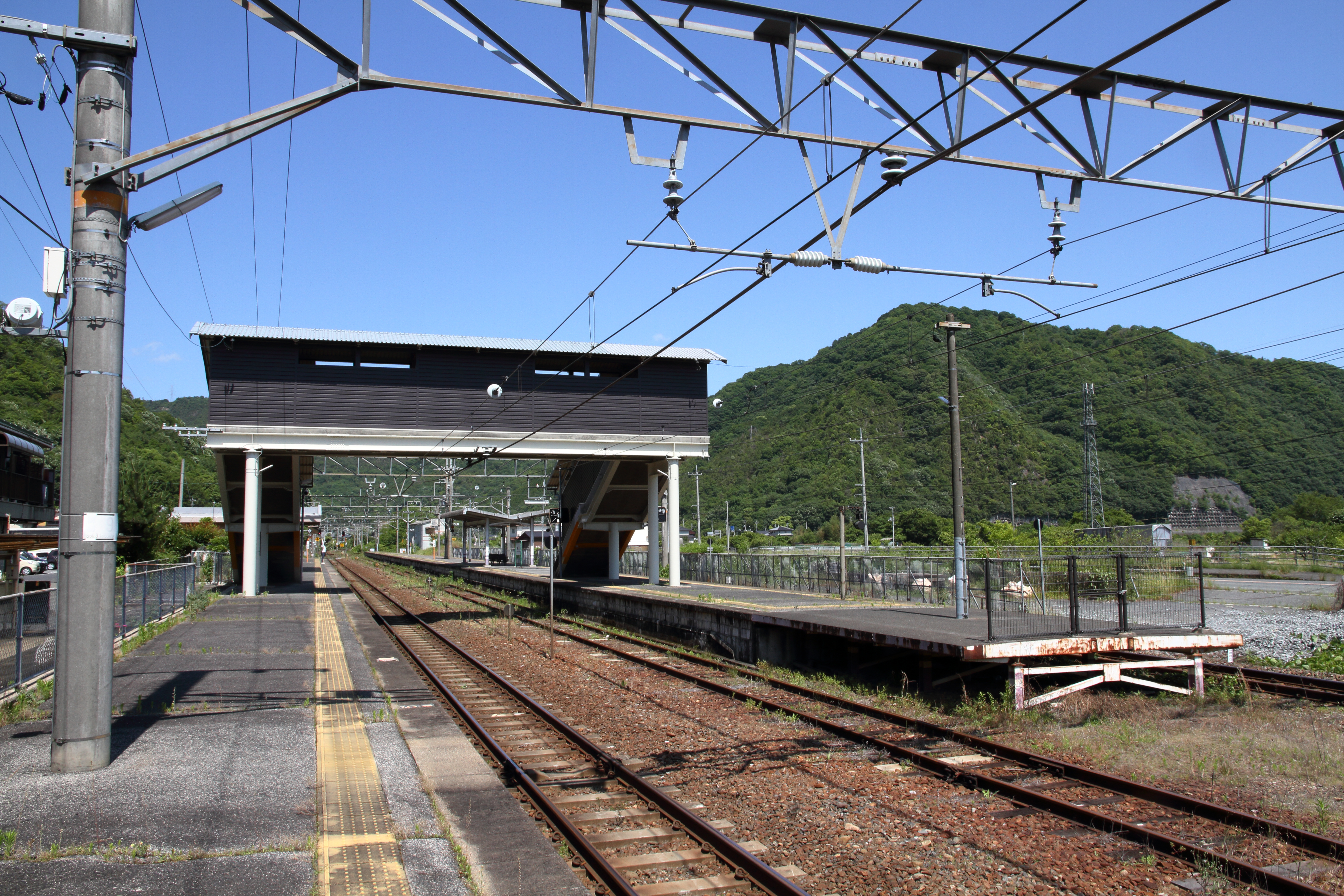
月台（2024年6月）

車站是一座地面車站，設有2面3線的單式、島式月台。車站大樓位於單式月台（1號月台）旁邊。各月台之間設有跨線橋連接。
車站由倉敷站管理，為無人車站。車站可以使用ICOCA與其互相可以使用的IC卡。車站內設有自動售票機與簡易型自動閘機。

### 月台
| 月台 | 路線   | 上下行 | 方向           |
| ---- | ------ | ------ | -------------- |
| 1    | 伯備線 | 上行   | 倉敷、岡山方向 |
| 2・3 | 伯備線 | 下行   | 新見、米子方向 |

1號月台為上行本線，3號月台為下行本線，2號月台為上下行副本線。截至2016年（平成28年）3月26日，只有新見方向的列車使用。主要在黃昏至夜間設有列車使用該月台，以等待特急列車通過使用。

## 使用狀況
以下為近年1日平均乘車人次列表：
| 乘車人次變化 | 乘車人次變化    |
| 年度         | 1日平均乘車人次 |
| ------------ | --------------- |
| 1999         | 234             |
| 2000         | 227             |
| 2001         | 223             |
| 2002         | 210             |
| 2003         | 207             |
| 2004         | 209             |
| 2005         | 194             |
| 2006         | 184             |
| 2007         | 179             |
| 2008         | 166             |
| 2009         | 165             |
| 2010         | 160             |
| 2011         | 148             |
| 2012         | 147             |
| 2013         | 144             |
| 2014         | 145             |
| 2015         | 145             |
| 2016         | 146             |
| 2017         | 150             |
| 2018         | 141             |

## 車站周邊
- 豪溪郵局
- 豪溪
- 豪溪駐在所
- 高梁川
- 國道180號（日语：国道180号）
- 岡山縣道57號總社賀陽線（日语：岡山県道57号総社賀陽線）
- 岡山縣道278號宍粟真備線（日语：岡山県道278号宍粟真備線）

## 相鄰車站
西日本旅客鐵道
 伯備線
總社（JR-V07）－豪溪（JR-V08）－日羽（JR-V09）

## 注腳
1. ↑  .   [2020-04-20]. （原始内容存档于2017-02-02）.
2. ↑  岡山縣統計年報

## 外部連結
- 豪溪｜車站資訊：JR出門網 - 西日本旅客鐵道